# بری باتلر (بازیکن فوتبال، زاده ۱۹۳۴)

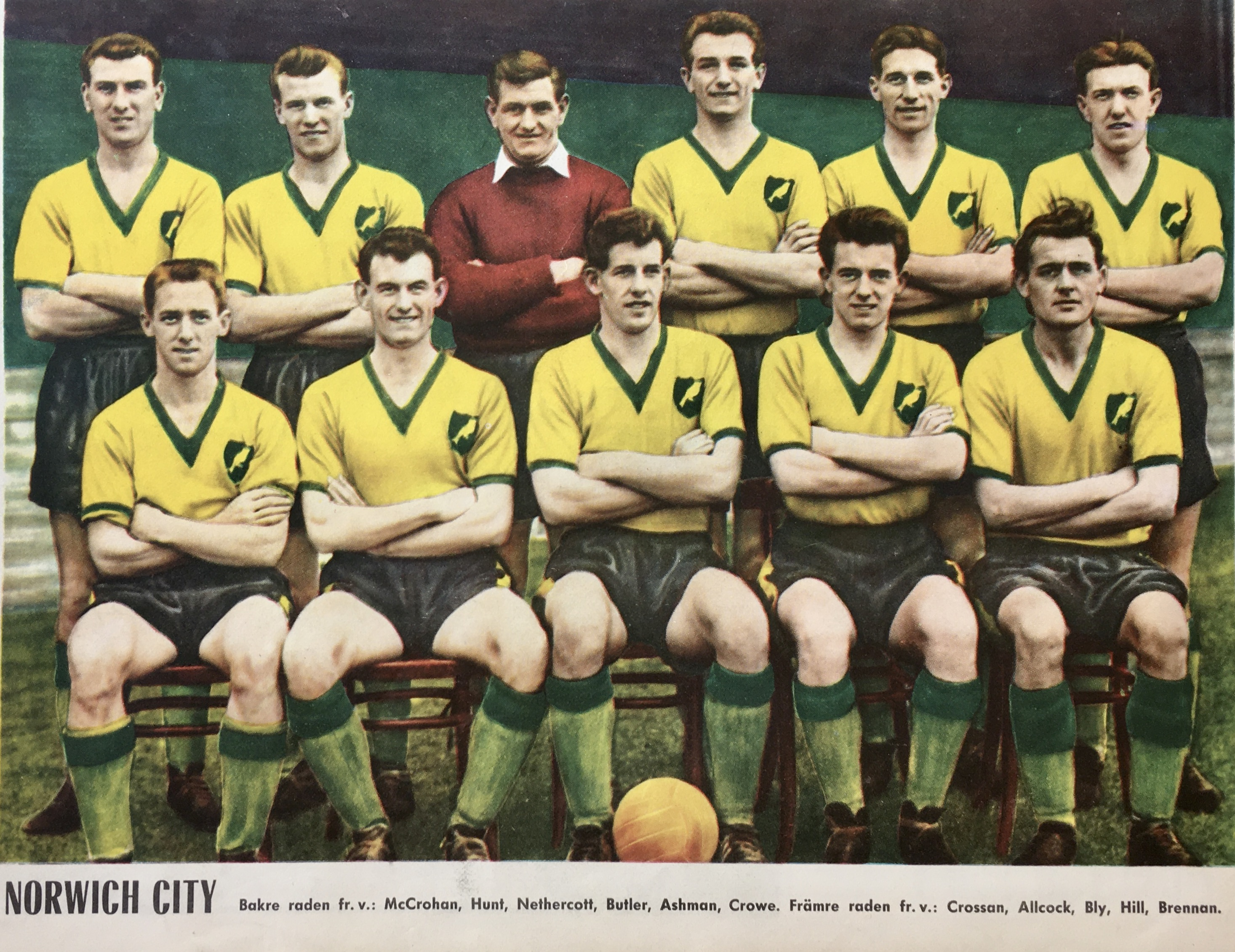
تیم فوتبال نورویچ سیتی در سال ۱۹۵۹

بری باتلر (انگلیسی: Barry Butler; ۳۰ ژوئیهٔ ۱۹۳۴ – ۹ آوریل ۱۹۶۶) بازیکن فوتبال اهل بریتانیا بود.
از باشگاه‌هایی که در آن بازی کرده‌است می‌توان به باشگاه فوتبال شفیلد ونزدی و باشگاه فوتبال نوریچ سیتی اشاره کرد.